# Kartoffelschmarrn

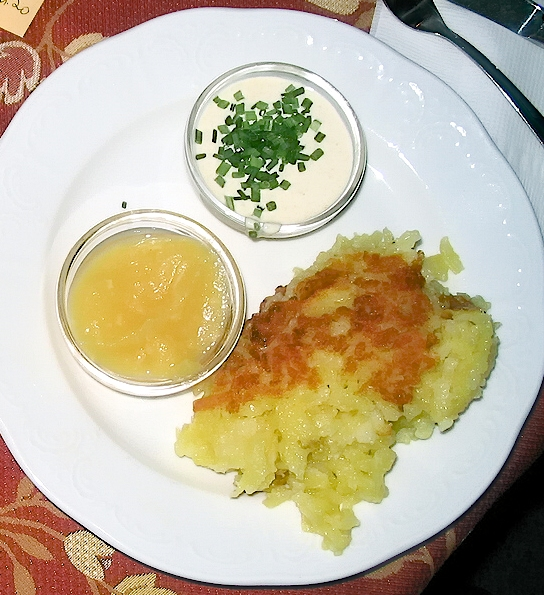
Kartoffelschmarrn, hier mit Apfelkren und Schnittlauchsauce

Kartoffelschmarrn, Kartoffelwirler, Bröslschmarrn oder Bröselbart ist ein einfaches Gericht der niederbayerischen und oberpfälzischen Küche, das auch in der österreichischen Küche (als Erdäpfelschmarrn) bekannt ist. Teils wird er auch als Beilage vor allem zu Fleischgerichten gereicht.
Zur Zubereitung werden zunächst am Vortag gekochte Kartoffeln gestampft oder gerieben und mit Mehl und Salz zu einer bröseligen Masse verarbeitet. Die wird in Butterschmalz oder Pflanzenöl knusprig gebraten und dabei in mundgerechte Fetzen zerrissen. In einigen Rezepten wird die Kartoffelmasse mit Eiern verfeinert und zusätzlich mit Pfeffer und Muskat gewürzt oder es werden gehackte, angedünstete Zwiebeln mitgebraten.
Übliche Beilagen sind grüner Salat, Sauerkraut, Weißkohl, Wirsing, Steckrüben oder aber auch Apfelmus.
In Oberbayern heißt ein sehr ähnliches Gericht Bröselhafer. Der Teig wird durch Zugabe von etwas Wasser oder Milch geschmeidiger gemacht und vor dem Braten mit den Händen ähnlich wie Spätzle oder Schupfnudeln geformt.